# Décès en août 2002
Décès
- 1998
- 1999
- 2000
- 2001
- 2002
- 2003
- 2004
- 2005
- 2006

Pour une information complémentaire, voir la page d'aide.

| Date    | Nom                      | Activités | Âge | Source |
| ------- | ------------------------ | --- | --- | ------ |
| 3 août  | Niculiță Secrieriu       | peintre roumain                                                                                              | 64  |        |
| 5 août  | Francisco Coloane        | écrivain chilien                                                                                             | 92  |        |
| 5 août  | Chick Hearn              | commentateur sportif américain                                                                               | 85  |        |
| 5 août  | Franco Lucentini         | écrivain italien                                                                                             | 81  |        |
| 6 août  | Edsger Dijkstra          | mathématicien et informaticien néerlandais                                                                   | 72  |        |
| 7 août  | Pagail                   | rappeur francophone                                                                                          | 21  |        |
| 9 août  | Don Chastain             | acteur et scénariste américain                                                                               | 66  |        |
| 9 août  | Bertold Hummel           | compositeur allemand                                                                                         | 76  |        |
| 11 août | Jiří Kolář               | collagiste, poète, écrivain, peintre et traducteur austro-hongrois puis tchécoslovaque, tchèque et français. | 87  |        |
| 12 août | Knud Lundberg            | footballeur international danois.                                                                            | 82  |        |
| 12 août | David Malkin             | sculpteur et peintre russe                                                                                   | 92  |        |
| 14 août | Peter Hunt               | réalisateur, producteur, monteur et acteur britannique                                                       | 77  | (en)   |
| 15 août | Osvaldo Silva            | footballeur brésilien.                                                                                       | 68  |        |
| 16 août | Jeff Corey               | acteur américain                                                                                             | 88  |        |
| 16 août | Paul Michel Gabriel Lévy | journaliste, homme politique et professeur d'université belge                                                | 91  |        |
| 17 août | Roger Piel               | coureur cycliste français                                                                                    | 81  |        |
| 19 août | Eduardo Chillida         | sculpteur espagnol                                                                                           | 78  |        |
| 19 août | Abou Nidal               | Palestinien, chef du Fatah-Conseil révolutionnaire (Fatah-CR), figure historique du terrorisme international | 65  |        |
| 21 août | Oscar Plattner           | coureur cycliste suisse                                                                                      | 79  |        |
| 22 août | Annie-Hélène Dufour      | ethnologue française                                                                                         | 55  |        |
| 23 août | Colette Boulin           | veuve de l'ancien ministre français Robert Boulin                                                            |     |        |
| 26 août | Josie Airey              | militante irlandaise pour l'aide juridique                                                                   | 70  | (en)   |
| 27 août | Serge Besnard            | footballeur puis entraineur français                                                                         | 53  |        |
| 28 août | Philippe Artias          | peintre français                                                                                             | 89  |        |
| 30 août | J. Lee Thompson          | Réalisateur, scénariste et producteur britannique                                                            | 88  |        |
| 31 août | Lionel Hampton           | vibraphoniste, pianiste et batteur de jazz américain                                                         | 94  |        |